# Wereldkampioenschappen rodelen 2019
De wereldkampioenschappen rodelen 2019 werden gehouden van 25 tot en met 27 januari 2019 op de Veltins-Eisarena in het Duitse Winterberg.

## Wedstrijdschema
| Datum      | Tijd  | Onderdeel |
| ---------- | ----- | --------- |
| 27 januari | 13:40 | Sprint    |
| 28 januari | 11:10 | Dubbels   |
| 28 januari | 14:20 | Vrouwen   |
| 29 januari | 11:05 | Mannen    |
| 29 januari | 15:50 | Team      |

## Medailles

### Medaillewinnaars
| Onderdeel      | Goud                                                                              | Goud     | Zilver                                                             | Zilver   | Brons                                                                   | Brons    |
| -------------- | --------------------------------------------------------------------------------- | -------- | ------------------------------------------------------------------ | -------- | ----------------------------------------------------------------------- | -------- |
| Mannen enkel   | Felix Loch Duitsland                                                              | 1.44,250 | Reinhard Egger Oostenrijk                                          | 1.44,350 | Semjon Pavlitsjenko Rusland                                             | 1.44,363 |
| Mannen sprint  | Jonas Müller Oostenrijk                                                           | 35,835   | Felix Loch Duitsland                                               | 35,859   | Semjon Pavlitsjenko Rusland                                             | 35,889   |
| Vrouwen enkel  | Natalie Geisenberger Duitsland                                                    | 1.53,868 | Julia Taubitz Duitsland                                            | 1.54,293 | Emily Sweeney Verenigde Staten                                          | 1.54,381 |
| Vrouwen sprint | Natalie Geisenberger Duitsland                                                    | 38,628   | Julia Taubitz Duitsland                                            | 38,635   | Dajana Eitberger Duitsland                                              | 38,668   |
| Dubbel         | Toni Eggert Sascha Benecken Duitsland                                             | 1.27,256 | Tobias Wendl Tobias Arlt Duitsland                                 | 1.27,334 | Thomas Steu Lorenz Koller Oostenrijk                                    | 1.27,397 |
| Dubbel sprint  | Toni Eggert Sascha Benecken Duitsland                                             | 30,812   | Tobias Wendl Tobias Arlt Duitsland                                 | 30,824   | Thomas Steu Lorenz Koller Oostenrijk                                    | 30,829   |
| Team           | Rusland Tatjana Ivanova Semjon Pavlitsjenko Vladislav Joezjakov / Joeri Prochorov | 2.24,116 | Oostenrijk Hannah Prock Reinhard Egger Thomas Steu / Lorenz Koller | 2.24,624 | Duitsland Natalie Geisenberger Felix Loch Toni Eggert / Sascha Benecken | 2.24,647 |

### Medaillespiegel
| Plaats | Land             | Goud | Zilver | Brons | Totaal |
| 1      | Duitsland        | 5    | 5      | 2     | 12     |
| 2      | Oostenrijk       | 1    | 2      | 2     | 5      |
| 3      | Rusland          | 1    | 0      | 2     | 3      |
| 3      | Verenigde Staten | 0    | 0      | 1     | 1      |
| Totaal | Totaal           | 7    | 7      | 7     | 21     |